# سده ۳۵ (پیش از میلاد)
(سده سی‌وششم پ.م. - سده سی‌وپنجم پیش از میلاد مسیح - سده سی‌وچهارم پ.م. - سده‌های دیگر)
قرن ۳۵ پیش از میلاد در خاورمیانه شاهد گذار تدریجی از عصر مس‌سنگی به اوایل عصر برنز است. خط آغازین وارد مرحله گذار می‌شود و به سمت خط نوشتاری واقعی توسعه می‌یابد. وسایل نقلیه چرخ‌دار اکنون فراتر از بین‌النهرین شناخته شده‌اند و در شمال قفقاز و اروپا گسترش یافته‌اند.

## رخدادها
- ۳۵۰۰-۳۰۰۰ (پیش از میلاد)؛ چهره یک زن در اوروک(عراق کنونی) ساخته شد. این اثر اکنون در موزه عراق در بغداد نگهداری می‌شود.
- ۳۵۰۰-۳۰۰۰ (پیش از میلاد)؛ گلدان کنده‌کاری‌شده‌ای در اوروک(عراق کنونی) ساخته شد. این اثر اکنون در موزه عراق در بغداد نگهداری می‌شود.
- ۳۴۵۰ (پیش از میلاد)؛ فرهنگ نقاده در مصر باستان
- آغاز دگرش صحرا از دشتی نیمه‌خشک به بیابان
- آغاز توجه به ثبت تاریخ
- حدود ۳۵۰۰ سال پیش از میلاد: اولین باغ‌وحش شناخته‌شده در هیراکونپولیس.[۱]
- حدود ۳۴۰۰ پیش از میلاد: متصدیان ثبت اسناد معابد سومری، مُهر را به شکل استوانه‌ای طراحی مجدد کردند.[۲]
- حدود ۳۵۰۰ پیش از میلاد: آغاز نگارش تصویری در سومر به سمت نگارش به معنای واقعی کلمه آغاز می‌شود و بدین ترتیب چیزی که از نظر فنی تاریخ محسوب می‌شود، آغاز می‌گردد.[۳]
- حدود ۳۵۰۰ پیش از میلاد: اولین بنای یادبودی که هنوز اثری از آن باقی مانده است (Duma na nGiall) بر روی تیمایر، مقر باستانی پادشاه اعظم ایرلند، ساخته شده است.[۴]
- حدود ۳۵۰۰ سال پیش از میلاد: قلع کشف شد.[۵]
- حدود 3500 قبل از میلاد: فوران کوه ایزاروگ در فیلیپین.[۶]
- حدود ۳۵۰۰ سال پیش از میلاد: سومری‌ها یک خط نوشتاری، یعنی خط میخی، را توسعه دادند.[۷]

## چهره‌های سرشناس
- قینان پسر انوش(برپایه گاهشماری یهودی)

## یافته‌ها و نواوری‌ها
- آبیاری در مصر باستان
- نخستین شهرها در مصر باستان
- نخستین بهره‌بری از خط میخی

## فرهنگ ها
- شوش (ایران از ۷۰۰۰ سال پیش از میلاد)[۸]

- دوره اوروک (سومر)[۷]
- نقاده دوم (مصر باستان)
- فرهنگ گورچالی
- فرهنگ کیوکوتنی[۹]
- فرهنگ وینچا[۱۰]
- اروپای کلان‌سنگی (حاشیه اقیانوس اطلس)
- تمدن نوراگیک (ساردینیا)

- تمدن قیفی

## مصنوعات
معمولاً فقط تاریخ‌گذاری تقریبی برای آثار باستانی اواسط هزاره چهارم امکان‌پذیر است.
- کتیبه کیش

- گلدان برنزی

- زنجبیل (مومیایی)

- پشته هووار